# Grammisgalan 1971
Grammisgalan 1971 hölls på Berns salonger i Stockholm den 20 september 1971.

## Priser
- Årets populärproduktion med kvinnlig sångartist: Lill Lindfors - Mellan dröm och verklighet (Polydor)
- Årets populärproduktion med manlig sångartist: Cornelis Vreeswijk - Poem, ballader och lite blues (Metronome)
- Årets debutpopulärproduktion med sångartist: Skäggmanslaget - Pjål, gnäll & ämmel (Sonet)
- Årets populärgruppsproduktion: Contact - Hon kom över mon (MNW)
- Årets jazzproduktion: Arne Domnérus Trio - Fancy (Gazell)
- Årets visproduktion: Bernt Staf - När dimman lättar (Metronome)
- Årets produktion av folkmusik: Eric Sahlström & Gösta Sandström - Spelmanslåtar från Uppland (Sonet)
- Årets produktion från scen, film, radio och TV: Wenche Myhre & Povel Ramel - The PoW Show (Polydor)
- Årets seriösa solistproduktion: Janos Solyom - Musik av Stenhammar/Liszt (HMV)
- Årets seriösa produktion - äldre musik: Musica Holmiae - Barock på parnassen (SR Records)
- Årets seriösa produktion - nyare musik: Stockholmsfilharmonikernas blåsarkvintett - Musik av Ligeti/Danzi/Villa-Lobos (HMV)
- Årets barnproduktion: Robert Karl Oskar Broberg - The Pling & Plong Show (Pling & Plong)
- Årets dokumentärproduktion: Sven Jerring - (SR Records)
- Årets återutgivning: Svenska Hotkvintetten
- Årets pris alla kategorier: Eric Ericson

### Fotnoter
1. ↑  ”Grammisgalan”. Svensk meidedatabas. 20 september 1971. https://smdb.kb.se/catalog/id/001500781. Läst 1 mars 2017.
2. ↑  ”Grammisgalan 1971”. Svensk meidedatabas. 20 september 1971. https://smdb.kb.se/catalog/id/001425299. Läst 1 mars 2017.